# Capitólio Estadual da Califórnia
O Capitólio Estadual da Califórnia (em inglês:  California State Capitol) é a sede do governo do estado da Califórnia. Localizado na capital Sacramento, situa-se na 1315 10th Street. O edifício foi construído entre 1860 e 1874 e possui 6 andares.
O capitólio e o terreno foram incluídos no Registro Nacional de Lugares Históricos em 3 de abril de 1973, e listados como Marco Histórico da Califórnia em 1974, com uma re-dedicação em 9 de janeiro de 1982 para comemorar o encerramento do projeto de restauração em comemoração ao bicentenário.